# Robo Grigorov
Robo Grigorov (* 25. září 1964 Bratislava) je slovenský skladatel, hudebník, hudební producent a zpěvák. Spolu se zpěváky a hudebníky jako jsou Peter Nagy, Richard Müller, Beáta Dubasová, skupiny Lojzo, Tublatanka, nebo skupiny Demikát s Mariánem Greksem a Andrejem Šebanem patří mezi významné představitele nové vlny slovenské populární hudby 80. let.

## Osobní život
Robo Grigorov je rozvedený. Spolu s bývalou manželkou, moderátorkou Janou Škrekovou mají dvě dcery: Sofii a Nikitu.

## Diskografie
- 1987 Robo Grigorov - Midi – Opus, LP (reedice na CD – 2008 – Opus a Sme – edice Slovenské legenárne alba II.)
- 1987 Nohy – Opus, LP
- 1990 Národ kanibal
- 1991 I kidnaped a plane
- 1991 Noconi
- 1992 Chýbaš mi
- 1993 Z extrému do ekstrému - Robo & Midi – Bonton Music, CD
- 1994 14 naj... Unplugged – Ena, CD
- 1995 Hallelujah - To You I Pray - Shaba Robo Grigorov & Midi – Musica, singel
- 1995 Bonita Seňorita - Shaba Robo Grigorov & Midi – Musica, singel
- 1995 Vdýchni reggae – Musica, CD
- 1997 Chodci sveta – Opus
- 1999 Sám – Warner Music, CD
- 2001 Láska, pivo, anjel, smútok - Robo & Midi -
- 2006 GOLD - Robo Grigorov – Opus, CD
- 2006 Balady – , 2CD
- 2007 Live - Robo Grigorov & Midi – HOME Production, CD
- 2008 Complete Of – Sony BMG, CD

### Kompilácie
- 2001 SK Superhity II. 1989-2000 – BMG, 2CD – 08. Ona je Madona -cd1
- 2002 Fontána pre Zuzanu – Najväčšie hity – 06. Dvaja
- 2005 SK Hity 2 – Brjan Music, CD – 19. Kým ťa mám
- 2006 TOP Fun hity vol.5 – Musica, CD – 15. Legalizuj
- 2006 SK Hity 3 – HOME Production, CD – 07. Povedzme
- 2006 SK Hity 4 – HOME Production, CD – 05. Povedzme
- 2007 Rádio Expres Hity 01, CD – 10. Povedzme
- 2007 SK Hity 5 – HOME Production, CD – 17. Pocta Majakovskému
- 2007 Music Box hity 6 – Sony BMG, CD – 06. Povedzme
- 2007 Hit storočia – Opus, 2CD – 11. Pocta Majakovskému -cd2
- 2007 !BOOM HITY 1 – HOME Production, CD – 05. Povedzme
- 2007 SK Hity 6 – HOME Production, CD – 05. Neviem, či viem
- 2008 Dvaja - Hudba a piesne z Filmu Fontána pre Zuzanu – Opus a Sme, CD – 03. Najrýchlejší z rýchlych/05. Dvaja (edícia Slovenské legenárne alba II.)
- 2008 Happy Valentine – Sony BMG, CD – 10. Povedzme
- 2008 Největší slovenské hity 80´s – Warner Music, CD – 16. Pocta Majakovskému (pocta rebelom)
- 2008 15 Naj Sk Hitov - 1993 - 2008 – HOME Production, CD – 15. 2007 - Robo Grigorov - Povedzme
- 2008 SK Hity 2008 – HOME Production, CD – 08. Ja viem

## Písňová tvorba

### Seznam písní
- Viz článek Seznam písní Roba Grigorova

## Filmografie
- 1985 Fontána pro Zuzanu – Viki
- 1992 Trhala fialky dynamitem – bača